# Upplands runinskrifter 329
Upplands runinskrifter 329 är en vikingatida runsten av granit i Snåttsta, Markims socken och Vallentuna kommun. Runstenen är en parsten till U 330 som står cirka 20 meter bort, därav pluralformen i ristningen: "dessa stenar". Runstenen är 1,7 meter hög 0,6-1,15 meter bred och 0,2-0,4 meter tjock. Runhöjden är 7-9 centimeter.
"Inga av Svartsjölandet" och hennes man "Ragnfast" omnämns också på U 29, U 330, U 331 och U 332. Tillsammans berättar ristningarna att Inga kom från Hillersjö gård och var enda överlevande barn till Gudrik och Gerlög. Vi får veta att Ragnfast ägde hela Snåttsta och att Ingas och Ragnfasts enda son sedan ärvde allt vid faderns död. Inga kom sedan att ärva Snåttsta från barnet. Vi får också veta att Ragnfast själv ärvt Snåttsta från sin fader Sigfast och att Ragnfast hade en huskarl som hette Assur.

## Inskriften
Translitterering av runraden:
× inka × lit × raisa × staina × þasi × eftiʀ × raknfast × bonta × sin × han × uaʀ × broþiʀ × kuriþaʀ × auk × estriþaʀ ×
Normalisering till runsvenska:
Inga let ræisa stæina þasi æftiʀ Ragnfast, bonda sinn. Hann vaʀ broðiʀ Gyriðaʀ ok Æstriðaʀ.
Översättning till nusvenska:
Inga lät resa dessa stenar efter Ragnfast, sin man. Han var broder till Gyrid och Estrid.